# Бен-Исраэль, Гидон
Гидон Бен-Исраэль (ивр. גדעון בן-ישראל‎, при рождении Гидон Паризер, ивр. גדעון פריזר‎; 6 марта 1923, Хайфа — 18 декабря 2014, Тель-Авив) — израильский политик и профсоюзный деятель, депутат Кнессета 4-го и 5-го созывов (в 1959—1965 годах).

## Биография
Родился в 1923 году в Хайфе (на тот момент — на территории «Британского мандата»). В 1937 году вступил в организацию «Хагана» и в 1938—1940 годах был рекрутёром в её «молодёжные бригады» на территории Иерусалима. В 1942—1945 годах участвовал во Второй мировой войне добровольцем в Еврейской бригаде (в составе британских вооружённых сил), а после войны в течение нескольких лет оставался в Европе (Венгрии и Румынии) среди членов подпольной организации «Бриха», вопреки воле британских властей помогавшей пережившим Холокост европейским евреям покинуть лагеря для перемещённых лиц и добраться до Палестины (см. Алия-Бет).
После провозглашения независимости государства Израиль участвовал в Арабо-израильской войне 1948 года, командуя одной из рот бригады «Эциони», и был ранен в битве за Иерусалим. Демобилизовался из ЦАХАЛа в звании майора.
После войны получил высшее образование по экономике и международным отношениям в Лондонской школе экономики и политических наук. Вернувшись в Израиль в 1953 году, работал в Рабочем совете Беер-Шевы, позднее став главой отдела трудовые отношения между администрацией предприятий и профсоюзами Министерства труда Израиля. Помимо государственных обязанностей, занимался преподаванием, читая курсы по трудовым отношениям в Тель-Авивском и Еврейском университетах, а 1960 году и сам получил в Еврейском университете второе (юридическое) высшее образование. Был членом координационной комиссии Гистадрута и председателем его секции организаций и рабочих советов.
В 1955 году женился на Рут Неэман, сестре Юваля Неэмана, позднее ставшей профессором юриспруденции Тель-Авивского университета и лауреатом премии Израиля. Стал в этом браке отцом двух дочерей, Марит и Сивион.
В итоге выборов 1959 года вошёл в депутатский корпус Кнессета 4-го созыва по списку партии МАПАЙ. На следующих парламентских выборах 1961 года не прошёл в состав фракции из-за уменьшения количества её депутатских мест, однако вернулся в Кнессет в конце августа 1962 года на замену умершему Герцелю Бергеру. В 1965 году он был среди членов МАПАЙ во главе с Давидом Бен-Гурионом, отколовшихся от неё в новую фракцию РАФИ и впоследствии вновь потерял своё депутатское место при выборах 1965 года, где РАФИ получила 10 мест. При образовании в 1968 году Рабочей партии Израиля (ныне известной как «Авода») вошёл в её центральный комитет и секретариат, исполняя обязанности главы секции профсоюзов.
В 1996 году занял позицию председателя союза пенсионеров в составе Гистадрута, на которой пребывал вплоть до своей смерти в конце 2014 года.
Умер 18 декабря 2014 года в Тель-Авиве. Похоронен на кладбище Трумпельдор.